# 김정원 (법조인)
김정원(金正元, 1965년 1월 16일 ~)은 판사 및 헌법연구관 출신으로 제9대 헌법재판소 사무차장, 제13대 헌법재판소 사무처장 등을 역임한 대한민국의 법조인이다.

## 생애
1965년 서울특별시에서 태어나 용산고등학교와 서울대학교 법학과를 졸업하고 제29회 사법시험에 합격하였다. 사법연수원을 19기로 수료하고 판사에 임용되었다.
전주지방법원 군산지원, 서울가정법원, 서울고등법원 등에서 판사로, 광주지방법원 서울중앙지방법원, 서울북부지방법원 등에서 부장판사로 근무하던 중, 2012년에 판사직을 그만두고 헌법재판소에 헌법연구관으로 임용되었다. 이후 헌법재판소에서 선임헌법연구관, 수석부장연구관 등의 직위를 맡아 근무하였다.
2019년 11월에 헌법재판소의 재판관회의 의결을 거쳐 유남석 헌법재판소장에 의해 차관급인 제9대 헌법재판소 사무차장으로 임명되었다. 2024년 2월에는 이종석 헌법재판소장에 의해 장관급인 제13대 헌법재판소 사무처장으로 임명되었다. 헌법연구관 출신으로는 사무처장에 임명된 첫 사례다.